# Elsterberg
Elsterberg  est une ville de Saxe (Allemagne), située dans l'arrondissement du Vogtland, dans le district de Chemnitz.

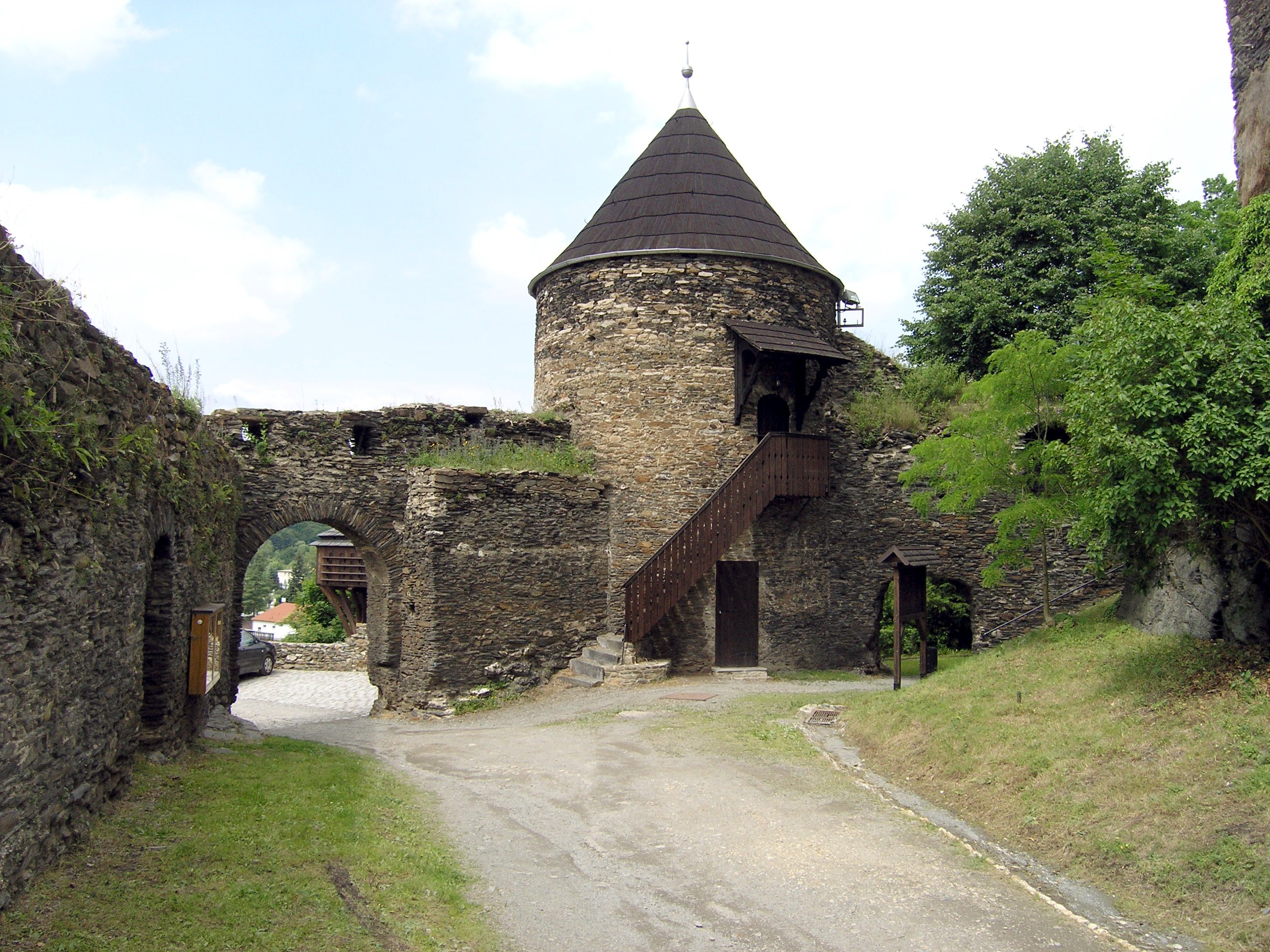
Entrée de l'ancien château

Ici se trouve la ruine du château Elsterberg, construit entre 1200 et 1225 et détruit en 1354 pendant la guerre entre les baillis de Weida, Gera et Plauen d'un côté et l’empereur Charles IV et la maison de Wettin de l’autre. Le château est reconstruit jusqu'en 1366, mais vendu en 1620 après quoi il n'est plus habité et tombe en ruine. En 1909 la ville achète la ruine qui est depuis conservée. Ses caves sont reconstruites et utilisées comme location lors de festivités.